# Потутори

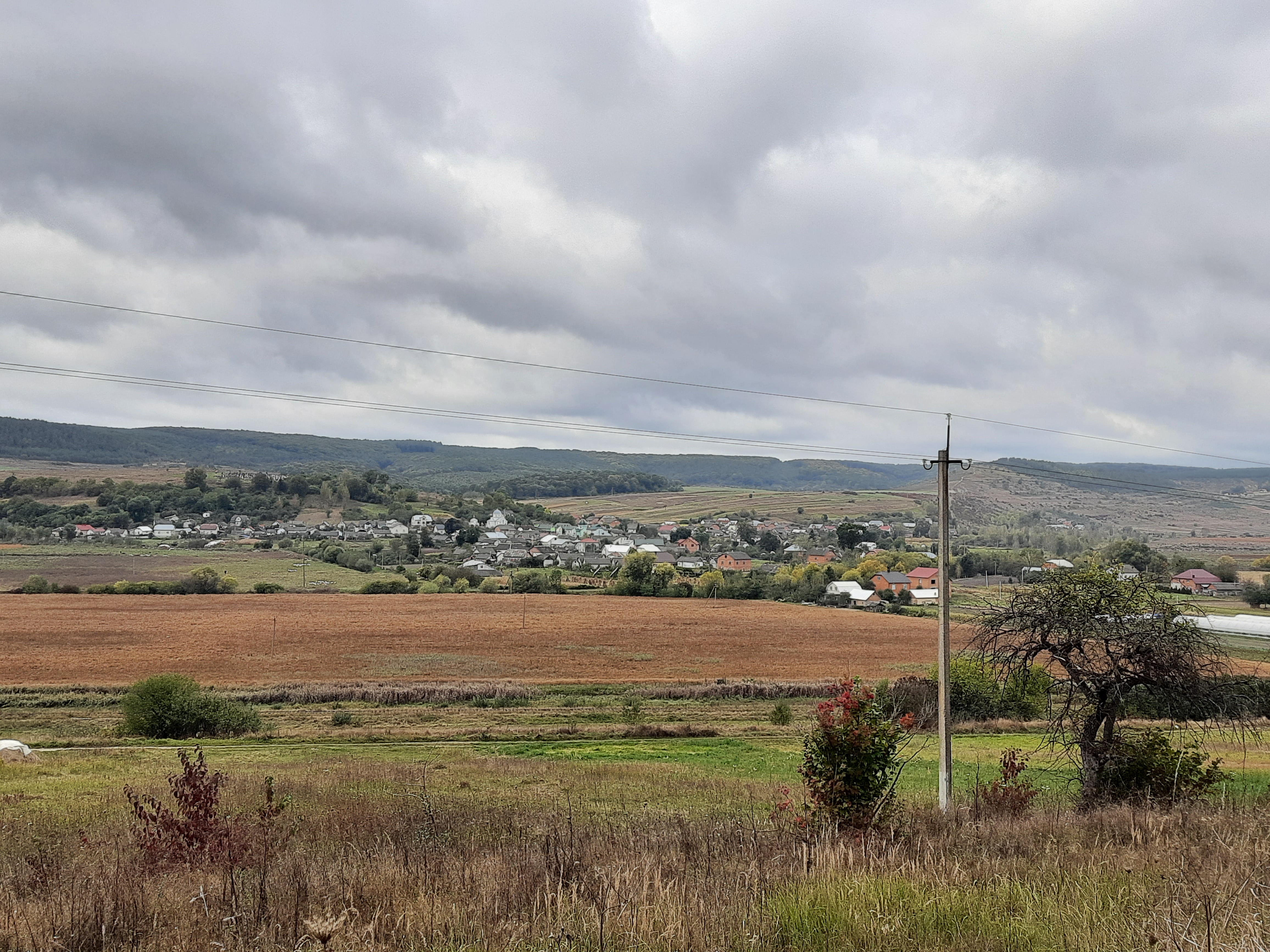
Вигляд на село

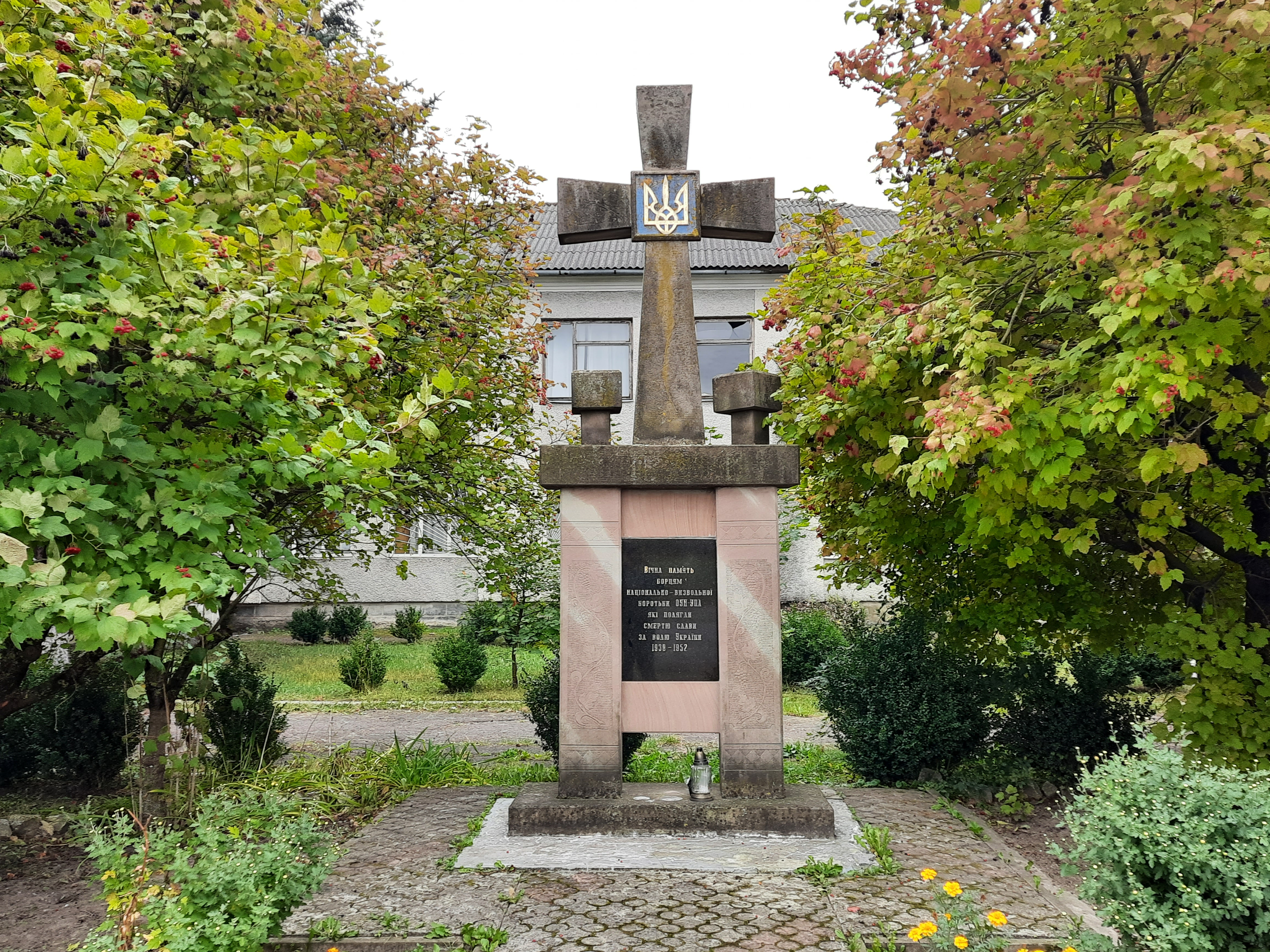
Пам'ятний знак в честь вояків УПА

Поту́тори — село в Україні, у Бережанській міській громаді Тернопільського району Тернопільської області, розміщене між річками Золота Липа та Ценівка поблизу міста Бережани.

## Географія

### Клімат
Для села характерний помірно континентальний клімат. Потутори розташовані у «холодному Поділлі» — найхолоднішому регіоні Тернопільської області.
| Клімат Потутор            | Клімат Потутор | Клімат Потутор | Клімат Потутор | Клімат Потутор | Клімат Потутор | Клімат Потутор | Клімат Потутор | Клімат Потутор | Клімат Потутор | Клімат Потутор | Клімат Потутор | Клімат Потутор | Клімат Потутор |
| Показник                  | Січ.           | Лют.           | Бер.           | Квіт.          | Трав.          | Черв.          | Лип.           | Серп.          | Вер.           | Жовт.          | Лист.          | Груд.          | Рік            |
| Середній максимум, °C     | −1,2           | 0,2            | 5,0            | 13,1           | 19,1           | 22,3           | 23,6           | 23,0           | 18,7           | 12,9           | 5,7            | 0,7            | 11             |
| Середня температура, °C   | −4,2           | −2,8           | 1,4            | 8,2            | 13,7           | 17,0           | 18,3           | 17,6           | 13,6           | 8,4            | 2,8            | −1,8           | 7              |
| Середній мінімум, °C      | −7,2           | −5,7           | −2,2           | 3,4            | 8,4            | 11,7           | 13,0           | 12,2           | 8,6            | 3,9            | −0,1           | −4,3           | 3              |
| Норма опадів, мм          | 32             | 31             | 33             | 50             | 77             | 91             | 96             | 71             | 56             | 38             | 37             | 40             | 652            |
| ------------------------- | -------------- | -------------- | -------------- | -------------- | -------------- | -------------- | -------------- | -------------- | -------------- | -------------- | -------------- | -------------- | -------------- |
| Джерело: climate-data.org |                |                |                |                |                |                |                |                |                |                |                |                |                |

## Історія
Перша писемна згадка — 1453 року.

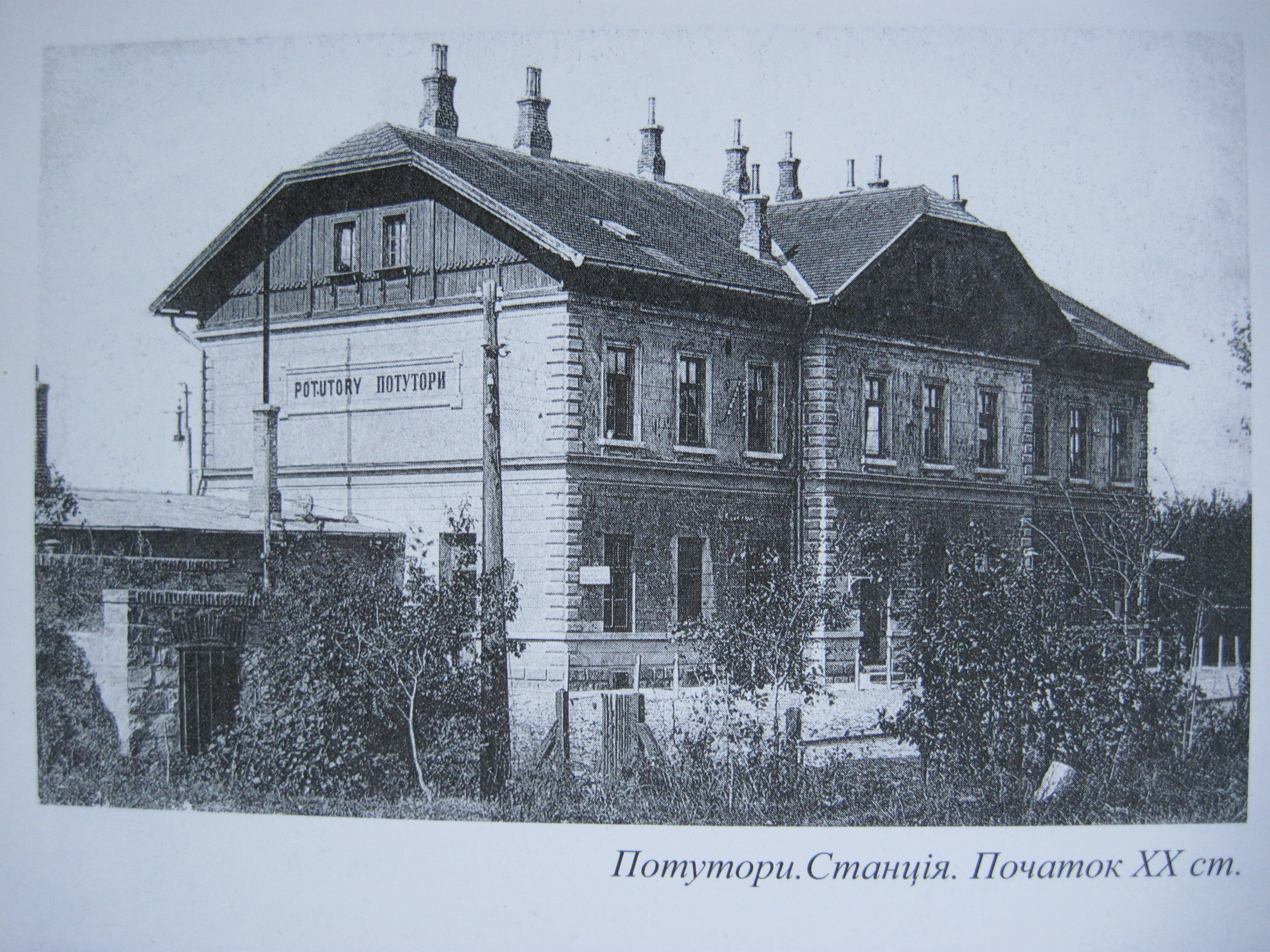
Залізнична станція Потутори (старе фото)

Згадується 5 травня 1449 року в книгах галицького суду .
1626 року внаслідок нападу татар село було зруйноване на 71%.
Діяли «Просвіта», «Хліборобський Вишкіл Молоді» та інші товариства, кооператива.
У 1909-1944 роках проходила залізниця Львів-Підгайці.
1943 року внаслідок пожежі згоріло понад 20 господарств.
12 червня 2020 року, відповідно до розпорядження Кабінету Міністрів України № 724-р «Про визначення адміністративних центрів та затвердження територій територіальних громад Тернопільської області» увійшло до складу Бережанської міської громади.
19 липня 2020 року, в результаті адміністративно-територіальної реформи та ліквідації Бережанського району, село увійшло до складу Тернопільського району.

## Політика

### Парламентські вибори, 2019
На позачергових парламентських виборах 2019 року у селі функціонувала окрема виборча дільниця № 610039, розташована у приміщенні сільської ради.
Результати
- зареєстровано 415 виборців, явка 66,75%, найбільше голосів віддано за «Слугу народу» — 25,00%, за «Європейську Солідарність» — 18,01%, за Радикальну партію Олега Ляшка — 12,13%[5]. В одномандатному окрузі найбільше голосів отримав Іван Чайківський (самовисування) — 41,64%, за Тараса Юрика (Європейська Солідарність) — 28,62%, за Володимира Кісілевича (Слуга народу) — 11,52%[6].

## Населення
У 2007 році в селі мешкала 581 особа у 220 дворах.
За даними перепису населення 2001 року мовний склад населення села був таким:

### Мова
Розподіл населення за рідною мовою за даними перепису 2001 року:
| Мова       | Кількість | Відсоток |
| ---------- | --------- | -------- |
| українська | 602       | 99.66%   |
| російська  | 1         | 0.17%    |
| білоруська | 1         | 0.17%    |
| Усього     | 604       | 100%     |

## Пам'ятки
- Церква Перенесення мощей святого Миколая (1910, кам'яна).
- Пам'ятник скасування панщини 1848 року (відновлений 1989, автор — Б. Боднар).
- Могила-пам'ятник Борцям за волю України (2000).
- Меморіал УСС (1994) на горі Лисоні, що розміщена за декілька кілометрів від Потуторів на землях сільради.
- Пам'ятник воїнам-односельцям, загиблим у німецько-радянській війні (1981, У центрі села).
- Монумент полеглому в Афганістані лейтенанту Ігореві Дуді (1984, на місцевому цвинтарі). Одна з вулиць також названа на його честь.

## Соціальна сфера
Працюють загальноосвітня школа І-ІІІ ступенів, клуб, бібліотека, ФАП, відділення зв'язку, агропостач, бурякопункт.

## Відомі люди

### Народилися
- Теодосій Буйняк — громадський діяч, голова КУ СУМ.
- Василь Климковський — український військовик[10].
- Богдан Гудь — український науковець, історик.
- Микола Коційовський — колишній голова КУК у Сент-Кетринс.
- Омелян Лапунька  — учасник національно-визвольних змагань. Член Пласту та ОУН.
- Стефанія Лапунька — українська освітянка, зв'язкова ОУН і УПА.
- Іван Хичій — український науковець та громадський діяч.

### Працювали
- Некрасов Д. — герой соцпраці.